# Malkwang
Malkwang (en népalais : मुल्कवाङ) est un comité de développement villageois du Népal situé dans le district de Myagdi. Au recensement de 2011, il comptait 1 267 habitants.